# سراخس الجرف
سراخس الجرف (الاسم العلمي: Woodsiaceae) هي فصيلة من السراخس تتبع رتبة السرخسيات من طائفة السرخساناوت.

## أجناس
- سرخس الجرف